# Kōta Ibushi
Kōta Ibushi (飯伏幸太?; Kagoshima, 21 maggio 1982) è un wrestler e artista marziale misto giapponese sotto contratto con la All Elite Wrestling.
È il primo wrestler della storia ad aver raggiunto quattro volte consecutive la finale del G1 Climax, il torneo annuale più importante della New Japan Pro-Wrestling.

## Biografia
Ha iniziato la sua carriera nel 2004 nella Dramatic Dream Team, dove ha vinto tre volte il KO-D Openweight Championship, cinque volte il KO-D Tag Team Championship e due volte il KO-D 6-Man Tag Team Championship.
Nel 2009 ha iniziato a lavorare per la New Japan Pro-Wrestling, ma ha firmato un contratto in esclusiva nel 2013. Nella più importante federazione nipponica ha conquistato una volta l'IWGP Intercontinental Championship, tre volte l'IWGP Junior Heavyweight Championship e una volta l'IWGP Junior Heavyweight Tag Team Championship con Kenny Omega nel tag team noto come Golden Lovers; ha inoltre vinto il torneo Best of Super Juniors nel 2011 e la New Japan Cup nel 2015.
Dal febbraio 2016 si è impegnato come freelancer in diverse federazioni giapponesi e statunitensi (tra cui la WWE, partecipando al torneo Cruiserweight Classic) per poi tornare alla NJPW riformando i Golden Lovers con Omega, poi confluiti nella Golden Elite assieme agli Young Bucks. Successivamente all'uscita di Omega e dei Bucks dalla NJPW ha ripreso la carriera individuale.

## Personaggio

### Mosse finali
- Corkscrew 450º splash[2]
- Double wrist clutch knee strike[4]
- Elevated sitout powerbomb[5]

### Soprannomi
- "Golden Star"[1]
- "Independent Genius"[6]
- "Hard Hit Prince"[7]

## Titoli e riconoscimenti
- Dramatic Dream Team
  - IMGP World Heavyweight Championship (1)[8]
  - Independent World Junior Heavyweight Championship (1)[9]
  - Ironman Heavymetalweight Championship (3)[10][11]
  - KO-D Openweight Championship (3)[12][13]
  - KO-D 6-Man Tag Team Championship (2)[14] – con Daisuke Sasaki e Kenny Omega (1) e con Gota Ihashi e Kenny Omega (1)
  - KO-D Tag Team Championship (5)[15] – con Kenny Omega (2), Daichi Kakimoto (1), Daisuke Sasaki (1) e Danshoku Dino (1)
- El Dorado Wrestling
  - UWA World Tag Team Championship (1)[16] – con Kagetora
- Kaiju Big Battel
  - KBB Hashtag Championship (1)[17]
- New Japan Pro-Wrestling
  - IWGP World Heavyweight Championship (1)[18]
  - IWGP Heavyweight Championship (1)[19][20]
  - IWGP Intercontinental Championship (2)[19][21]
  - IWGP Junior Heavyweight Championship (3)[22]
  - IWGP Junior Heavyweight Tag Team Championship (1)[23] – con Kenny Omega
  - IWGP Tag Team Championship (1)[24] – con Hiroshi Tanahashi
  - NEVER Openweight Championship (1)[25]
  - 3° IWGP Triple Crown Champion
  - G1 Climax (2019, 2020)[26][27]
- Pro Wrestling Illustrated
  - 5° tra i 500 migliori wrestler singoli nella PWI 500 (2021)[28]
- Sports Illustrated
  - 8° tra i 10 migliori wrestler dell'anno (2020)[29]
- Wrestling Observer Newsletter
  - Best Flying Wrestler (2009, 2010, 2012, 2013)[30][31][32][33]